# Der Fluch des schwarzen Rubin
Der Fluch des schwarzen Rubin ist ein deutsch-französisch-italienischer Kriminalfilm von Manfred R. Köhler aus dem Jahre 1965 mit Thomas Alder und Peter Carsten in den Hauptrollen.

## Handlung
Aus einem Museum in Bangkok ist ein wertvolles Schmuckstück gestohlen worden, das der Familie des thailändischen Prinzen Gulab gehört. Gleich nach dem Raub wird der thailändische Dieb von einem westlich aussehenden Mann erschossen, der die Goldkette an sich nimmt. Die Goldkette wird von einem schwarzen Rubin geadelt. Die Kette hat für Gulab einen großen symbolischen Wert; beweist sie doch, dass er der rechtmäßige Herrscher seiner Dynastie ist. Einer Legende zufolge soll jedem unrechtmäßigen Besitzer dieses Schmuckstücks ein gewaltsamer Tod ereilen. Als alle Ermittlungen der thailändischen Polizei ins Leere laufen, bittet Prinz Gulab den internationalen Privatdetektiv Rolf Torring um dessen Mithilfe. Dieser bringt seinen Kumpel Hans Warren und den schwarzen Begleiter Pongo mit. Gleich auf der Fahrt vom Flughafen in die Stadt entgeht Warren nur knapp einem Säureanschlag. Offensichtlich weiß man von der Ankunft der Europäer und will deren Arbeit von Anbeginn sabotieren.
Begleitet von einem handzahmen Affen gehen die drei den wenigen vorhandenen Spuren nach. Ihnen zur Seite gesellt sich Mitra, die schöne Assistentin des Museumsdirektors, die sich zum Schluss als waschechte thailändische Prinzessin und Thronerbin entpuppt. Die Jagd nach dem Schmuck entwickelt sich in Bangkok und in der thailändischen Wildnis bald zu einem Kampf auf Leben und Tod, unliebsame Begegnungen mit Tigern, Schlangen und schießwütigen Killern inklusive. Schließlich stellt sich heraus, dass ein Geologe, ein gewisser Perkins, hinter den Machenschaften steht. Perkins sieht in der Anordnung der Edelsteine den Schlüssel zu Uranvorkommen, die er unbedingt an sich bringen will.

## Produktionsnotizen
Der Fluch des schwarzen Rubin entstand Ende 1964, Anfang 1965 in Thailand (Außendrehs in Bangkok und in freier Natur). Der Film passierte am 31. März 1965 die FSK-Prüfung und wurde am 17. April 1965 uraufgeführt. Die Fernseherstausstrahlung erfolgte spätabends am 13. Juli 1974 in der ARD.
Ludwig Spitaler hatte die Herstellungsleitung. Wolf Englert entwarf die Filmbauten. Eberhard Schroeder assistierte Regisseur Köhler. Erwin Jenewein sorgte für den Ton, Richard Richtsfeld für die Spezialeffekte. Alfredo Cardone war Regisseur des Second-Unit-Teams.
Obwohl Deutsche, wurden Thomas Alder und Horst Frank nachsynchronisiert: Klaus Kindler sprach Alder, Rainer Brandt Frank. Peter Carsten sprach sich selbst.
Der Film segelte ganz im Fahrwasser der zu dieser Zeit in Europa populären Spezialagenten- und Detektivfilme. Daher orientierte man sich in der italienischen und französischen Fassung bei der Benennung des Agenten Torring an den dort gängigen Kürzeln: so hieß der Agent in der italienischen Fassung S3S und in der französischen Version U-92.
Da der Streifen vor allem in Deutschland ausgesprochen schlecht lief, begrub Produzent Wolf C. Hartwig seine Absicht, ein weiteres Abenteuer um den Detektiv Torring (Titel: „Die Rache des grünen Skorpions“) herzustellen, zumal mit dem Beginn der Jerry-Cotton- und Kommissar-X-Reihen (ebenfalls 1965) massive (und erfolgreichere) Konkurrenz in den Kinos anlief.

## Kritiken
Paimann’s Filmlisten resümierte: „Diese Story ist nicht besser als ähnliche, gewinnt aber durch, in sehenswerten Außenaufnahmen festgehaltene, exotische Landschaft und Brauchtum, ist kontinuierlich inszeniert, seriös gespielt, landesüblich musikuntermalt, schön farbphotographiert und nicht nur für Aktionsfilm-Liebhaber einigermaßen lohnend“.

„Nur leidlich spannender Krimi bei reichlichem Aufwand an Folklore und Ausstattung.“

„Deutscher Ostasienreißer ohne den üblichen Sex und mit gemäßigter Grausamkeit. Trotz mancher Kulturfilmanleihen aber besser erst ab 16.“